# Liste des écorégions de Tunisie
Cette liste des écorégions de Tunisie a été établie par le WWF sur la base des biomes qu'il a appelé écorégions. Ces biomes ne décrivent pas l'environnement tunisien dans son ensemble car celui-ci est largement fragmenté, notamment par les activités agricoles mais ces écorégions reflètent l'environnement des zones laissées à l'état sauvage.

## Écorégions terrestres
Typique du Paléarctique, la Tunisie possède des biomes de :
- Forêts de conifères tempérées
  - Forêts mixtes et de conifères méditerranéennes
- Forêts, terres boisées et broussailles méditerranéennes
  - Forêts sèches et steppe méditerranéennes
  - Bois et forêts méditerranéennes
- Déserts et terres arbustives xériques
  - Steppe et bois du Sahara septentrional
  - Sahara
- Prairies et savanes inondées
  - Halophytes sahariens

## Écorégions d'eau douce
- Maghreb Permanent
- Maghreb Temporaire

## Écorégion marine
- Golfe de Syrte
- Bassin méditerranéen